# Vasil Buchta
Vasil Buchta (* 1922) byl československý fotbalista, záložník a obránce.

## Fotbalová kariéra
V lize hrál za Čechii Karlín, Slávii Praha, Vítkovické železárny a Dynamo Praha. V lize odehrál 155 utkání a dal 5 gólů. Se Slávií získal v roce 1947 ligový titul.